# Крылов, Александр Васильевич
Александр Васильевич Крылов (1911—1967) — видный советский учёный агроном
, селекционер, лауреат Сталинской премии.

## Биография
С 1930-х гг. научный сотрудник, в 1941—1948 директор Каменно-Степной государственной селекционной станции и организованного в 1946 году на её базе Института земледелия Центрально-Чернозёмной полосы.
С ноября 1948 года председатель Государственной комиссии по сортоиспытанию сельскохозяйственных культур МСХ СССР и по совместительству — директор Института земли Нечернозёмной зоны. Работал в Институте физиологии растений им. К. А. Тимирязева, преподавателем МГУ им. М. В. Ломоносова. Работы Крылова А. В. в области физиологии растений ставятся в один ряд с такими известными учеными-академиками, как Максимов Н. А., Чайлахян М. Х., Мельников Н. Н. и другими.
Был делегатом XXIII съезда КПСС. Депутат ВС РСФСР 2-го созыва, член Президиума Верховного Совета РСФСР (1947—1951).
С 1958 года — зав. кафедрой растениеводства и декан агрономического факультета Костромского сельскохозяйственного института «Караваево». С 1965 года — ректор института.

### Участие в августовской сессии ВАСХНИЛ
На августовской сессии ВАСХНИЛ 1948 года А. В. Крылов активно поддержал академика Лысенко. По его словам «Менделевско-моргановская комбинаторика в данном случае <при выведении сортов Лисицыным, Шехурдиным, Константиновым> не понадобилась», а " Линия в биологии, занятая академиком Лысенко, — единственно правильная, ибо она плодотворна.

## Награды
- Два ордена Трудового Красного Знамени.
- Сталинская премия 1946 года — за научную разработку и внедрение в практику сельского хозяйства травопольной системы земледелия в условиях степных полузасушливых районов Юго-Восточной зоны и выведение новых ценных сортов зерновых культур.[2]

## Сочинения
- Преобразованная степь: Опыт освоения травопольной системы земледелия в Каменной Степи. Москва : Сельхозгиз, 1949 [обл. 1950] (тип. им. Жданова).

Всего опубликовано более 100 научных работ по вопросам земледелия, растениеводства, селекции, семеноводства и сортоиспытания. Под его редакцией выходили труды Зонального научно-исследовательского института зернового хозяйства Нечернозёмной полосы.